# Spivey's Corner
Spivey's Corner è un census-designated place (CDP) degli Stati Uniti d'America, situato nello stato della Carolina del Nord, nella contea di Sampson. Secondo il censimento del 2020 gli abitanti di Spivey's Corner ammontavano a 576.

## Cultura
Nella città a partire dal 1969 fino al 2015 è stato tenuto il "National Hollerin' Contest", una competizione nata per ravvivare la ormai perduta arte del Field holler, un tipo di canto di lavoro, solitamente a voce sola, popolare tra gli schiavi afroamericani impegnati nei campi di lavoro.
Alcuni partecipanti di questa competizione sono comparsi nel "David Letterman Show", nel "The Late Show with Stephen Colbert" e nel "The Tonight Show" di Johnny Carson.
Nel 2013 divenne parte dell'Hollerin' Heritage Festival, ma nel 2016 la competizione è stata annullata dopo 47 anni; tuttavia nello stesso anno venne tenuto per la prima ed unica volta il World Wide Hollerin' Festival ad Hope Mills.